# Daxter Miles
Daxter Miles Jr. (Baltimore, Maryland, 5 de enero de 1996) es un baloncestista estadounidense que se encuentra sin equipo. Con 1,91 metros de estatura, juega en la posición de escolta.

## Trayectoria deportiva

### Universidad
Jugó cuatro temporadas con los Mountaineers de la Universidad de Virginia Occidental, en las que promedió 9,6 puntos, 2,4 rebotes, 1,8 asistencias y 1,6 robos de balón por partido. Con 124 partidos disputados como titular, es el segundo de toda la historia en ese apartado en su universidad, tras Johannes Herber.

### Profesional
Tras no ser elegido en el Draft de la NBA de 2018, firmó un contrato dual con Sacramento Kings, con los que disputó tres partidos en las Ligas de Verano de la NBA, en los que promedió 4,3 puntos y 1,7 rebotes. En el mes de octubre fue elegido en la undécima posición del Draft de la NBA G League por los Iowa Wolves, pero fue posteriormente traspasado a los Northern Arizona Suns a cambio de Xavier Silas, Roddy Peters y una futura ronda del draft de 2019. En su debut con los Suns consiguió 19 puntos ante los Santa Cruz Warriors.
[actualizar]